# 麥吉利卡迪山脈
麥吉利卡迪山脈（英語：MacGillycuddy's Reeks），愛爾蘭島西南端山脈，囊括全島僅有海拔超過一千米的山峰，包括全島最高峰卡朗圖厄爾山（Carrauntoohil，1038m）、Beenkeragh峰（1010m）及Caher峰（1001m）。主峰卡朗圖厄爾山之頂點，也就是全島最高點，樹立了十字架，為一大名勝。

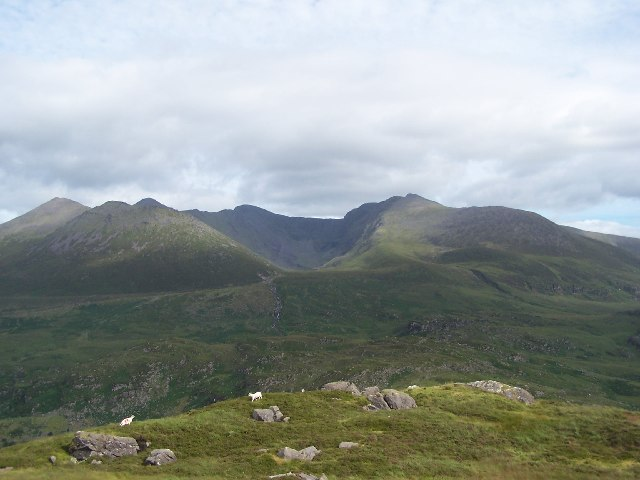
MacGillycuddy's Reeks

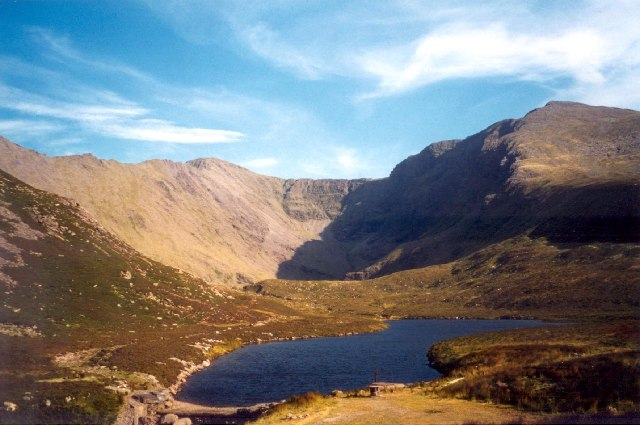
Coomloughta Glen

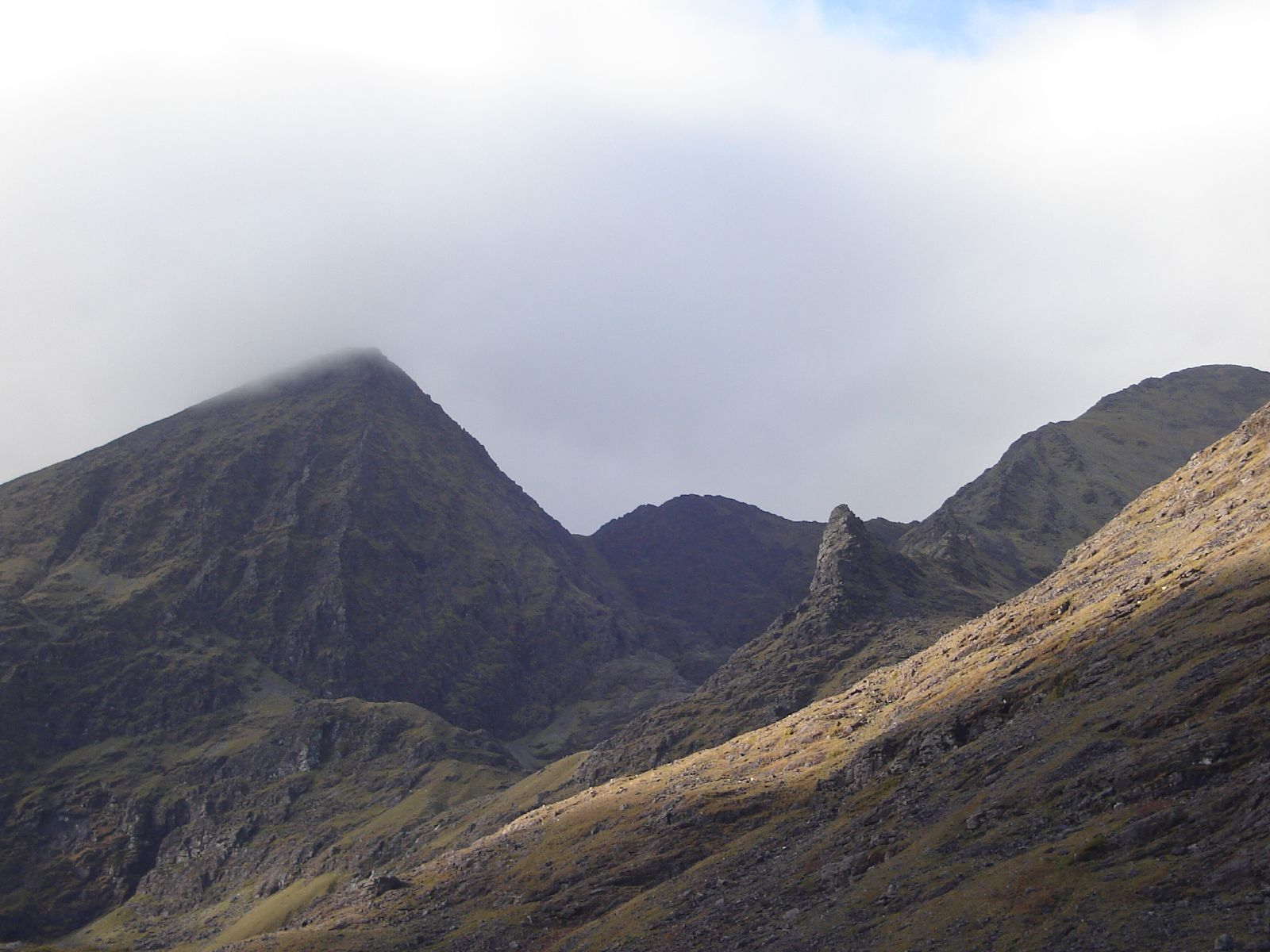
Corrán Tuathail and Hag's Tooth

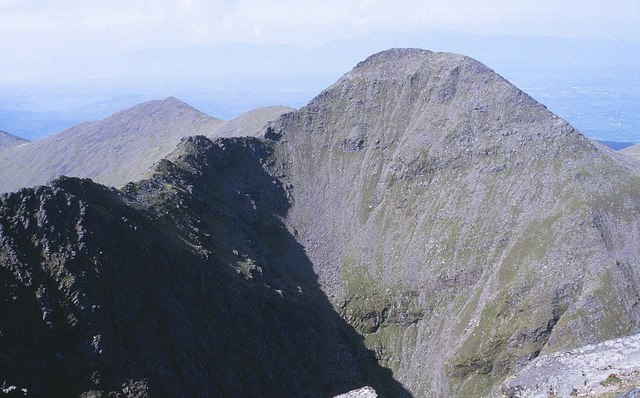
Binn Chaorach

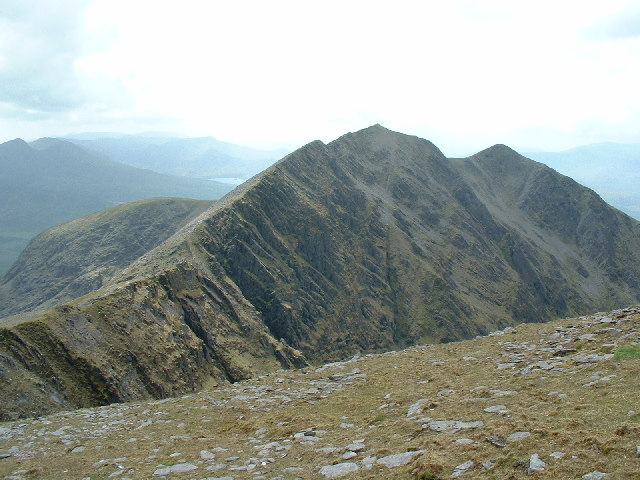
Cathair na Féinne

位處愛爾蘭共和國凱里郡，延綿19公里，臨近基拉尼國家公園的基拉尼三湖。山名源於18世紀麥吉利卡迪家族，而原文「Reeks」在愛爾蘭英語實指石堆而非山脈。屬泥盆紀舊紅沙岩地質。《MacGillycuddy's Reeks》亦是美國歌手Warren Zevon專輯《My Ride's Here》裡的一首歌，由北愛爾蘭人Paul Muldoon作詞。

## 引用文獻
1. ↑  .   [2016-01-25]. （原始内容存档于2016-05-02）.